# Eduardo Peralta
Eduardo Héctor Peralta Castillo (* 18. April 1947 in Antofagasta) ist ein ehemaliger chilenischer Fußballspieler. Der Mittelfeldspieler absolvierte zwölf Länderspiele für Chile, in denen er zwei Tore erzielte. 

## Karriere

### Verein
Eduardo Peralta begann seine Karriere 1967 in der Segunda División bei Deportes Antofagasta als Leihgabe von CF Universidad de Chile. 1968 kehrte er zu La U zurück und gewann im Folgejahr die Meisterschaft mit dem Universitätsklub aus der Hauptstadt. 1972 wechselte der Mittelfeldspieler nach Mexiko, wo er vier Jahre blieb und beim San Luis FC und Atlético Potosino spielte. 1977 kam er zu La U zurück, ging 1979 dann zu Deportes Aviación. Ab 1981 spielte er noch bis zu seinem Karriereende 1988 in den unteren Ligen Chiles.

### Nationalmannschaft
Eduardo Peralta debütierte im August 1971 unter dem Trainerduo Luis Vera/Raúl Pino bei der 0:1-Niederlage in der Copa Carlos Dittborn gegen Argentinien. Bis August 1972, als er sein letztes Länderspiel bei einem Freundschaftsspiel gegen Mexiko absolvierte, bestritt der Mittelfeldspieler zwölf Länderspiele. Beim 4:3-Erfolg im Freundschaftsspiel gegen Bolivien im August 1971 erzielte Peralta seine einzigen beiden Länderspieltreffer.

## Erfolge
Universidad de Chile
- Primera División: 1969